# Río–Andírio híd
A Río–Andírio híd (görögül: Γέφυρα Ρίου – Αντιρρίου), hivatalosan Harílaosz Trikúpisz híd, a világ egyik leghosszabb többnyílású ferdekábeles hídja, és a leghosszabb a teljesen függesztett szerkezetűek közül. A híd a Korinthoszi-öböl felett ível át Pátra közelében, összekötve a Peloponnészosz-félszigeten fekvő Río városát a görög szárazföldön fekvő Andírióval. Egy nappal a 2004. évi athéni nyári olimpia kezdete előtt, 2004. augusztus 12-én adták át a forgalomnak, ez előtt valamivel korábban az augusztus 7-én tartott megnyitóünnepség során elsőként az olimpiai lángot szállítók keltek át rajta.

## Jellemzői
A 2380 méter hosszú híd jelentősen javítja a Peloponnészosz és a többi görög terület közötti közlekedési lehetőségeket, mivel a félszigetet korábban csak a Korinthoszi-szoroson keresztül lehetett elérni komppal, illetve a Korinthoszi-csatorna felett átívelő néhány közúti és vasúti hídon. 
A Río–Andírio híd szélessége 28 méter, irányonként 2 járműsávval, 1-1 leállósávval és gyalogos járdával rendelkezik. A szoros két oldalát 4 darab négyosztatú,  pilonnal és 5 nagy támaszközzel köti össze, 2252 m hosszú kábeltartó része a világ harmadik leghosszabb kábeltartó fedélzete; csak a kínai Saocsingban található Jiacsing–Saocsing tengerhíd és a dél-franciaországi Millau-i völgyhíd 2680 méteres hídpályája hosszabb nála. Mivel azonban az előbbinek rövidebb a ferdekábeles szakasz fesztávolsága, és az utóbbit a pilonoknál lévő csapágyak is alátámasztják a kábeltartókon kívül, a Río–Andírio hídét tekinthetjük a leghosszabb csak kábelekkel felfüggesztett egybefüggő hídpályának a világon. A 2883 méter összhosszúságú híd a 2252 méter hosszú, a tengeren átívelő főhídból, a 392 méter hosszú ríói feljáró rámpahídjából és a 239 méter hosszú andíriói rámpahídból áll. A főhíd 5 támaszközű és szimmetrikus felépítésű, a 286 méteres első támaszközt három 560 méteres és még egy 286 méteres követi. A két középső pilon összesen 230 m magas, 65 m mély vízben állnak, és további 164 méterrel emelkednek a tengerszint fölé. A két külső pilon egy kicsit sekélyebb vízben áll, és a tengerszint feletti magasságuk is csak 141 m, amelyet a hídpálya egész szoroson történő felfelé ívelése okoz, így az úttest a szoros közepéig végig emelkedik, majd a part felé lejt. Az útpálya tenger feletti magassága a híd közepénél 52 m. Építéséhez összesen 250 000 m³ betont, 14 000 tonna acélt és 4500 tonna kábelt használtak fel.

## Története

### Előzmények
A Korinthoszi-öböl nyugati végén átívelő híd gondolata Harílaosz Trikúpisz (görögül: Χαρίλαος Τρικούπης) görög miniszterelnöktől származik 1880-ból. Már ekkor javasolta a görög parlamentnek, hogy építtessen hidat az öböl felett Pátra közelében. Ennek a tervnek a megvalósításában azonban már a kezdetektől nagy technikai nehézségek álltak. Mindazonáltal 1889-ben (a skóciai Forth of Forth felett átívelő vasúti híd befejezésének évében) Trikúpisz görög mérnököket bízott meg, hogy tanulmányozzák a Ríótól Andírio felé tartó híd építésének lehetőségeit. Bár az akkori mérnökök nem rendelkeztek még olyan lehetőségekkel, mint a tengerfenék szonárral történő vizsgálata vagy a tektonikus tevékenység szeizmikus vizsgálatai, és ezért nem voltak teljesen tisztában a tényleges nehézségekkel, így meg kellett adniuk magukat a helyi viszonyoknak. A legszűkebb pontján a Korinthosz-öböl még mindig 2,5 km széles, a víz pedig 65 méter mély. Ezenkívül Pátrában nagyon erősek az áramlatok, a régióban pedig gyakoriak a földrengések és heves viharok. Tekintettel az akkori technológiai helyzetre, a híd építése szóba sem jöhetett, és a mérnököknek tájékoztatniuk kellett a miniszterelnököt vizsgálataik kiábrándító eredményeiről. Az ötlet így több mint 100 évre fiókba került.

### A pályázat és a szerződések
1992-ben a projektet egy üzemeltetői modell részeként hirdették meg, a görög állam 42 évre szóló engedélye alapján. Ez volt a görög állam első koncessziós projektje. A koncesszió jogosultjának meg kell terveznie és felépítenie a hidat az első 7 év alatt, majd üzemeltetnie és fenntartania a következő 35 évben. Mivel a hídpénz jövőbeli bevétele nem lett volna elegendő a hídépítés finanszírozásához, így a görög állami induló finanszírozás mellett az Európai Beruházási Bank hitelére volt szükség, amely azonban nem akart részt venni az építési kockázatokban. A francia Vinci cég 1993-ban tett ajánlata végül sikeres lett.
Rendkívül összetett tárgyalások után 1996. január 3-án aláírták a görög állam és a kifejezetten erre a projektre alapított francia-görög Gefyra S.A. közötti koncessziós megállapodást, amely végül 1997. december 24-én lépett hatályba a finanszírozási megállapodások megkötését követően. A szerződés aláírása és a hatálybalépés között eltelt csaknem kétéves szakaszt a mérnökök arra használták fel, hogy külső szakértőkkel újra megvitassák és felülvizsgálják a projektet, ami néhány alapvető változáshoz vezetett.
A koncessziós társaságnál a Gefyra S.A.-ban a francia Vinci 57,45% tulajdonrésszel, a görög Aktor Concession 22,02%-kal, a J&P AVAX 12,14%-kal és az Athena 8,39%-kal rendelkezett. A Gefyra S.A. az erre a célra létrehozott konzorciumot, a Kinopraxia Gefyrát bízta meg a tervezési és kivitelezési munkálatokkal. Ebben a cégben a Vinci Construction Grands Projets 53,00%-kal rendelkezett, míg az AKTOR 15,48%, a J&P AVAX 11,20%, az Athenas 7,74%, a Proodeytiki 7,74%, a Pantechniki pedig4,84%-ot birtokolt belőle. Az anyavállalatéval megegyező tulajdonhányadokkal alapított Gefyra Litourgia S.A.-t bízták meg a majdani híd üzemeltetésével, karbantartásával és javításával.

### Tervezés
A projekt koncepcióját és annak tervezését a Vinci Construction Grands Projets és a csoporthoz tartozó vállalatok, például a Freyssinet International végezték. A Vinci szorosan együttműködött az Ingerop, a Géodynamique & Structures és a Domi mérnöki irodákkal [5] és számos más szakértővel. Az Ingerop tervezőirodából Berdj Mikaëlian volt a híd külsejének tervezéséért felelős építész.
A kanadai Buckland & Taylor Ltd. mérnöki társaságot bízták meg a független ellenőri feladatok és vizsgálatok lebonyolításával Vancouverből, amely csapatát számos amerikai szakember is tovább erősítette. A brit Faber Maunsell Limited irodát bízták meg az építésfelügyelettel. Mindkét csoportnak egyaránt kötelessége volt megbízója, a Gefyra S.A. mellett jelentést tennie a görög államnak és az érintett bankokat is arról, hogy a projektet megfelelően tervezték meg és hajtották végre.

### Építési munkálatok
Az első ünnepélyes kapavágásra 1998. július 19-én került sor Konsztantinosz Szimitisz görög miniszterelnök jelenlétében. Az építkezésen akár 1200 ember is dolgozott egyszerre, ennek ellenére az ötéves építkezési időszak alatt a 165 m magasságig végzett munka során egyetlen súlyos baleset sem történt. 2004 júniusában a híd fedélzetének utolsó szakasza is használható állapotba került. A projekt teljes költsége 771 millió eurót tett ki. A hidat 7-8-án avatták fel nagy ünnepséggel és látványos tűzijátékkal, még éppen az augusztus 13-án kezdődő olimpiai játékok idejére, de jó négy hónappal a szerződés teljesítésének határideje előtt. Ezen az ünnepségen Otto Rehhagel, a görög labdarúgó-válogatottal Európa-bajnokságot nyerő edző, Irena Szewińska lengyel olimpiai bajnok és Sztrátosz Aposztolákisz, az olimpiai játékok görög futballcsapatának edzője vitte át az olimpiai lángot a hídon. A hidat hivatalosan augusztus 12-én nyitották meg a forgalom előtt.

## Fordítás
- Ez a szócikk részben vagy egészben  a   Rio–Antirrio Bridge című angol Wikipédia-szócikk ezen változatának fordításán alapul.  Az eredeti cikk szerkesztőit annak laptörténete sorolja fel. Ez a jelzés csupán a megfogalmazás eredetét és a szerzői jogokat jelzi, nem szolgál a cikkben szereplő információk forrásmegjelöléseként.